# スコットランド料理

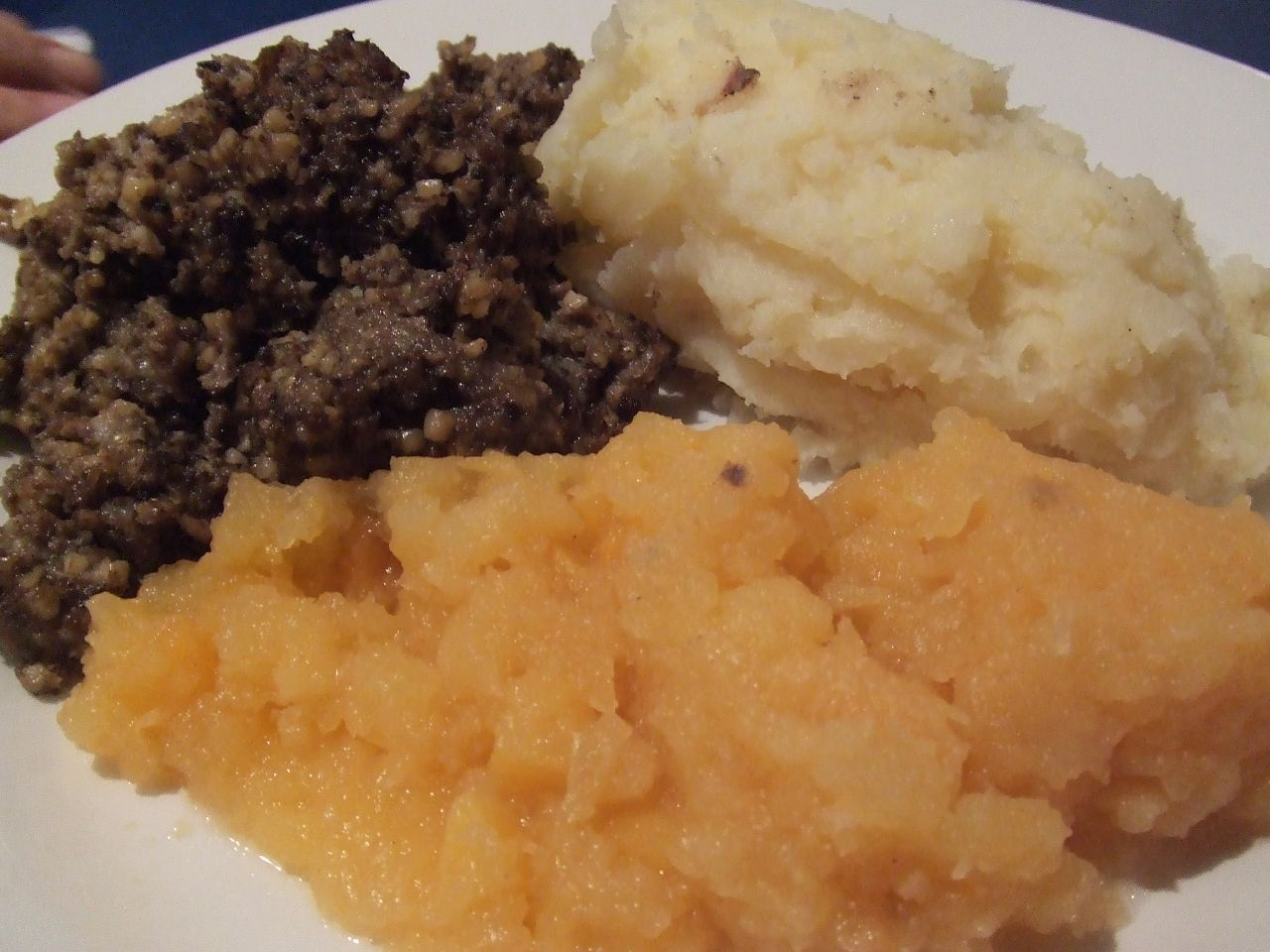
ハギス、ルタバガおよびタティ

スコットランド料理（スコットランドりょうり、英: Scottish cuisine）は、スコットランドに関する調理の伝統と慣習および料理である。特色ある性質と独自のレシピを持つが、過去および現在両方の地域と海外の影響の結果、より広範囲なイギリスおよびヨーロッパ料理と多くの共通点がある。伝統的なスコットランド料理は、移民によりもたらされた国際的食品と並んで存在している。
ジビエ、乳製品、魚、果物および野菜といったスコットランドの自然の恵みが伝統的スコットランド料理の主な要因で、素朴さへの高い信頼があり、海外からの香辛料は歴史的に少なく高価なため使うことはなかった。

## 歴史
スコットランドの温暖な気候と自生するジビエ種の豊富さは、数千年の間、住民に豊穣な食糧を与えた。沿岸部と沖合は魚介類が豊富であり、最初の移住者の糧となった。農業が始まると、初期のエンバクが主食となった。
中世の欧州近隣諸国の多くと共通して、スコットランドは二千年紀のほとんどが封建制であった。これにより狩猟できるもの、すなわち食べることのできるものが制限された。その領土の名家の広間では、鹿肉、イノシシ、様々な家禽や鳴禽、高価な香辛料（コショウ、クローブ、シナモンなど）、および家畜の肉が期待された。渡り商人から最安のコッターまで、肉は高価な商品であり消費することはほとんど無かった。中世スコットランドの下位層にとって、栄養のもとは家畜それ自体ではなく、家畜が生産するものであった。これは、伝統的なスコットランドの食事においては、乳製品が重きを置いていることで現在明白である。平均的な食事はハーブと根菜（および出来れば風味づけのための肉とストック）のポタージュに、パンと可能であればチーズを添えたものと思われる。
ウォルター・ローリー卿がブリテン諸島にジャガイモを伝える前は、スコットランドの主要な炭水化物の元はエンバクと大麦で作るパンだった。小麦は通常、湿潤な気候のため栽培が困難だった。発掘された貝塚には固い骨以外の形跡はほとんど見つからず、食糧の倹約は古くから明らかである。動物のすべての部位が利用された。
かつての移動の多いスコットランド社会の生活形態においては、すぐに腐敗しない食事を必要とした。具なしポリッジやオートケーキをグリドルで作れるように、オートミールの小袋を持ち運ぶことは一般的であった。同様に、スコットランドの国民的料理であるハギスも、少量の内臓または低品質の肉を、手に入る最も安価な入れ物である羊または豚の胃に入れて持ち運んだのが発祥である。この料理は、スカンディナヴィアからの長旅の間、食糧の保存を試みたノース人侵略者が伝えたとも考えられている。

### フランスの影響
中世後期から近世の間、特にメアリー1世の時代、「古い同盟」がもたらした文化交流によりフランス料理はスコットランドの料理に影響を与えた。女王がスコットランドに帰還した際に、フランス人側近を帯同し、スコットランド料理の改革とスコットランド独自の食品用語のいくつかをもたらしたと考えられる。

#### フランス由来の料理用語
Ashet : assietteより - 大皿
Cannel : cannelleより - シナモン
Collop : escalope（エスカロープ）より
Gigot[ˈdʒɪɡət] : gigotより - 羊の脚
Howtowdie : hétoudeauより - 煮た家禽（フランス古語）
Syboe : cibouleより - 春タマネギ

18世紀の公正地所の増加および土地囲い込みの到来に伴い、スコットランド農家の収穫は産業化した。鉄道が市場をさらに広げ、グロリアス・トウェルフス直後のスコットランド産アカライチョウはイギリスのメニューで（現在も）プレミアが付く。

### 20世紀および21世紀
スコットランドでは特定の食品が、イギリスの他の地域と同様に、20世紀の間入手困難であった。第二次世界大戦の間の配給や大規模農産業の影響により、一般市場で手に入る食品の多様性が制限された。しかしながら、イギリス帝国および以遠からの輸入がスコットランド国民に新しい食品をもたらした。
19世紀と20世紀の間、イタリアからスコットランドへの大規模な移民があり、その後中東、インドおよびパキスタンから移民が続いた。これらの国の文化がスコットランド料理に著しい影響を与えた。イタリア人は生鮮食品の基準を再びもたらし、のちの移民は香辛料を伝えた。21世紀初期の欧州連合の拡大に伴い、東ヨーロッパ系、特にポーランド系の人口が増加した。様々な新しい移民向けに多数の名物料理レストランおよびデリカテッセンのケータリングが大きな町や都市で普及した。

## 料理および食品
スコットランドで伝統的または発祥の料理および食品を示す。

### 穀物
- ブローズ（英語版）
- ポリッジ
- Sowans
- スカーリー（英語版）

### スープ

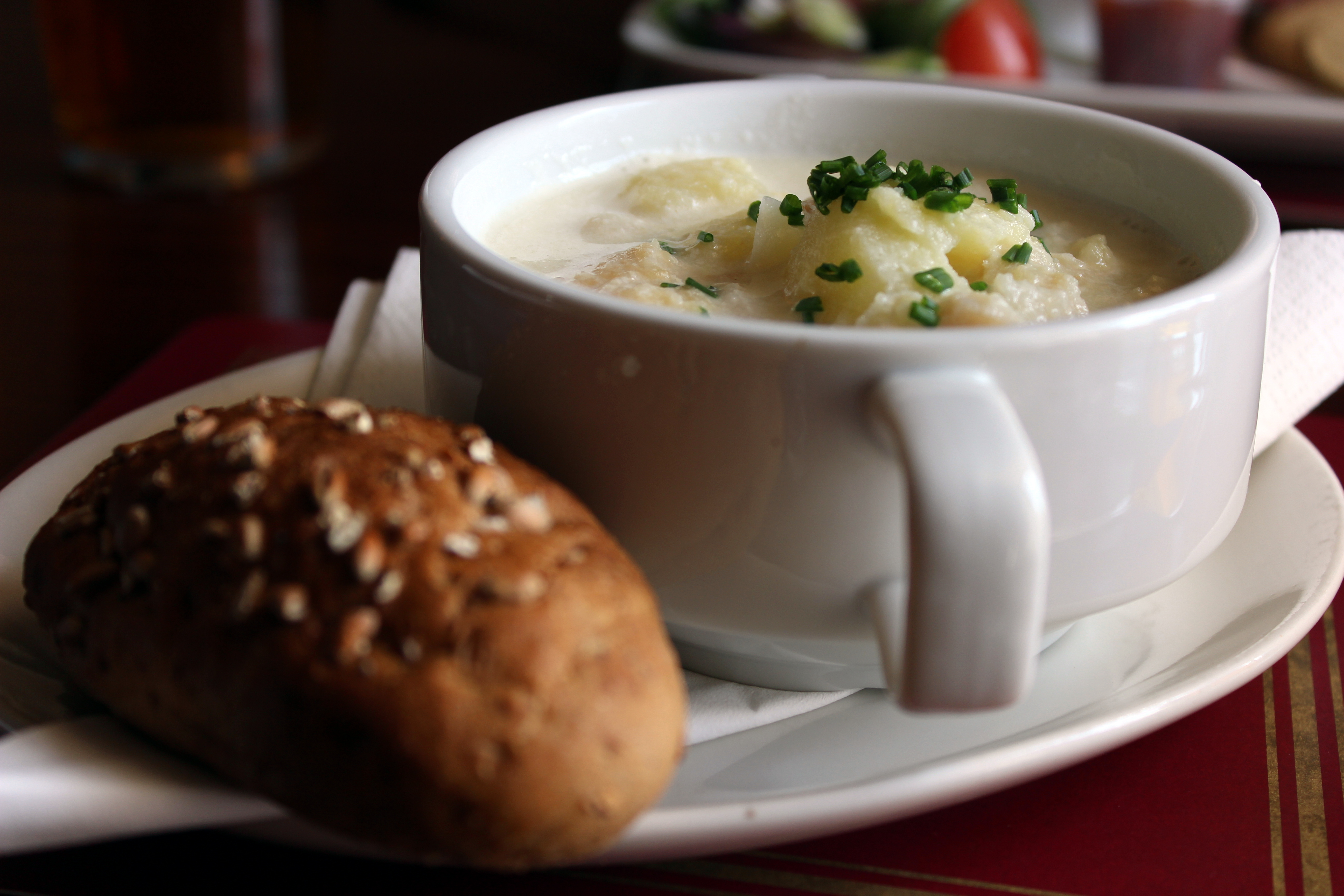
パンと共に供されるカレンスキンク（右）

- カレンスキンク - コダラの燻製、ジャガイモ、およびタマネギでつくる濃いスープ
- Baud bree
- コッカリーキースープ（英語版）
- Game soup
- Hairst bree（またはホッチポッチ (en) ）
- Partan bree
- Powsowdie - スコットランドの羊の頭のブロスまたはスープ
- スコッチブロス

### 魚介類

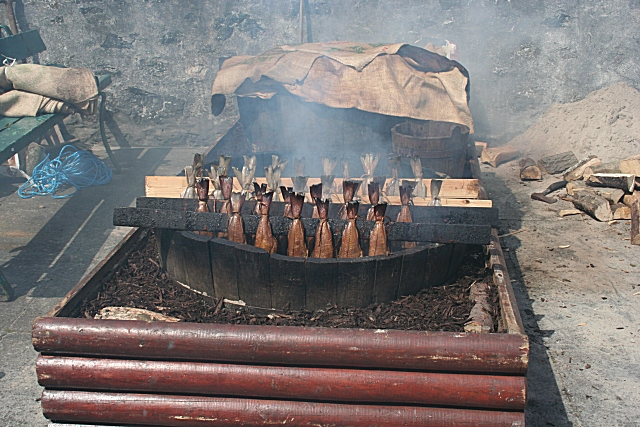
アーブロース・スモーキーズ

- アーブロース・スモーキーズ - コダラの燻製の一種でアンガス、アーブロース（英語版）の名物
- Cabbie claw（cabelew）
- Crappit heid
- Eyemouth pales
- フィナンハディ（英語版）
- キッパー
- ケジャリー
- ロールモップス
- スモークサーモン
- タティ・アンド・ヘリング
- フィッシュ・アンド・チップス

### 肉、家禽およびジビエ

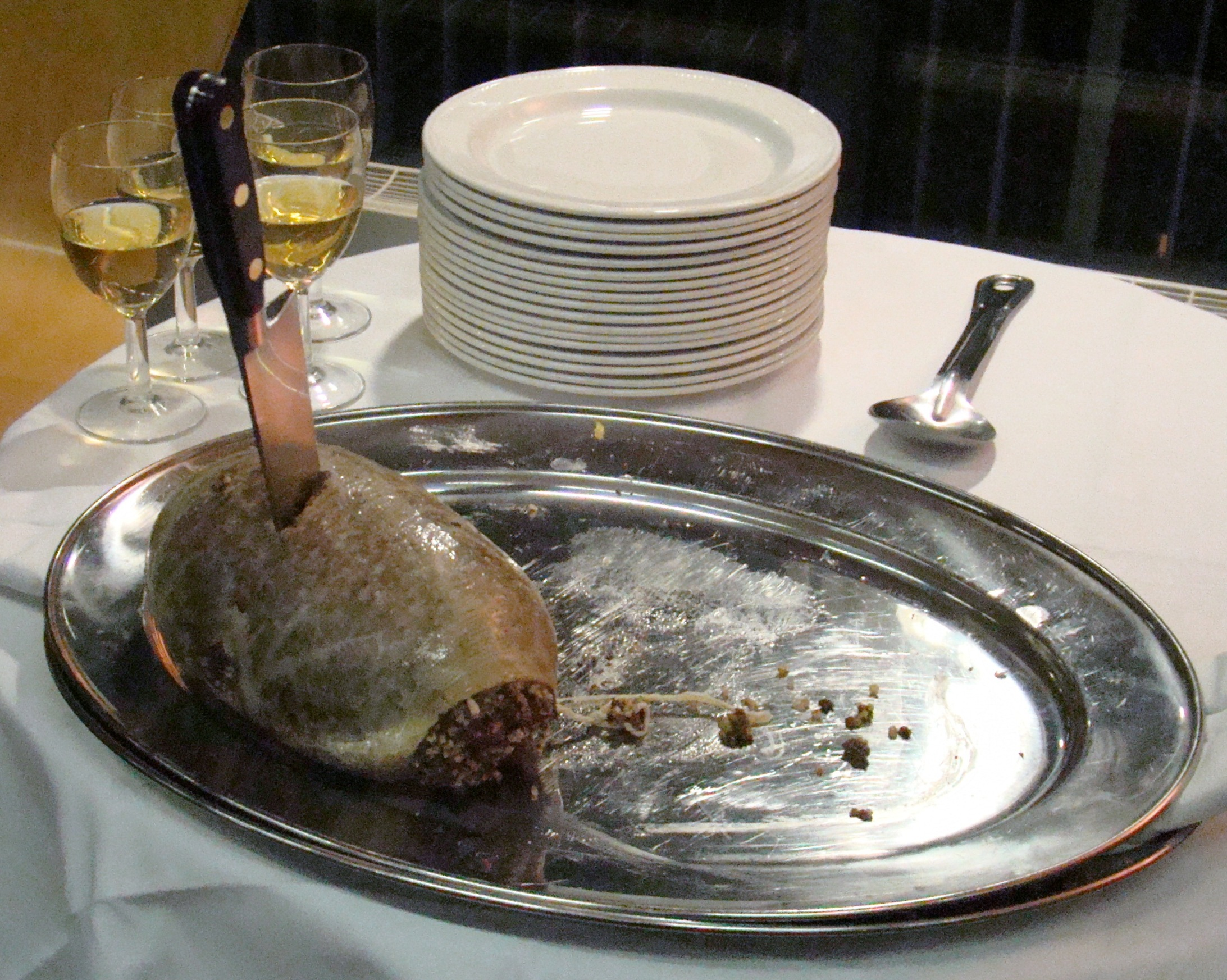
バーンズ・サパーでの大皿のハギス

- エアーシア・ベーコン
- ブラックプディング (en) 、レッドプディング（英語版）、ホワイトプディング（英語版）
- フォーファー・ブライディ（英語版）
- チキンティッカマサラ
- Collops
- ハギス - 羊の内臓（心臓、レバー、肺臓）や他の食材入りのプディング
- Kilmeny Kail
- ミンスアンドタティ（英語版）
- 羊肉ハム
- Potted heid、Potted hough
- アンガス牛のロースト
- アカシカ腰肉のロースト
- ライチョウのロースト
- ヤマシギ/シギのロースト
- ルイス島のシロカツオドリ（guga）
- スコッチパイ（英語版）
- ローン・ソーセージ（英語版）またはスクエア・ソーセージ
- ストーヴィーズ（英語版）

### 野菜
- クラップショット
- ケール

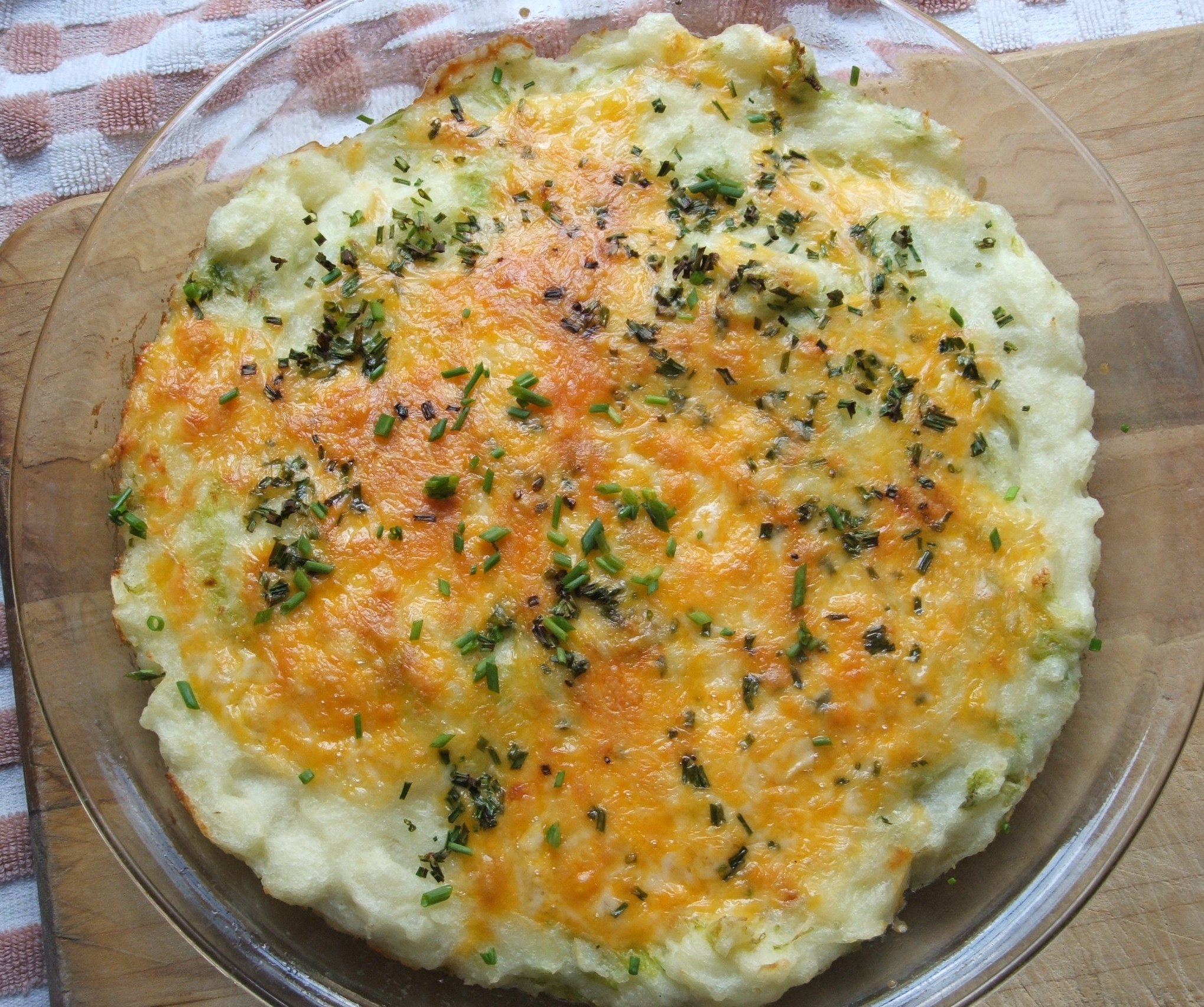
ランブルディサンプス

- ニープ・アンド・タティ（ルパタガとジャガイモ）
- ランブルディサンプス - スコティッシュ・ボーダーズの伝統料理で、主な材料はジャガイモ、キャベツとタマネギ

### 果物
- ワートルベリー
- ラズベリー
- スピノサスモモ
- イチゴ
- タイベリー（英語版）

### 乳製品

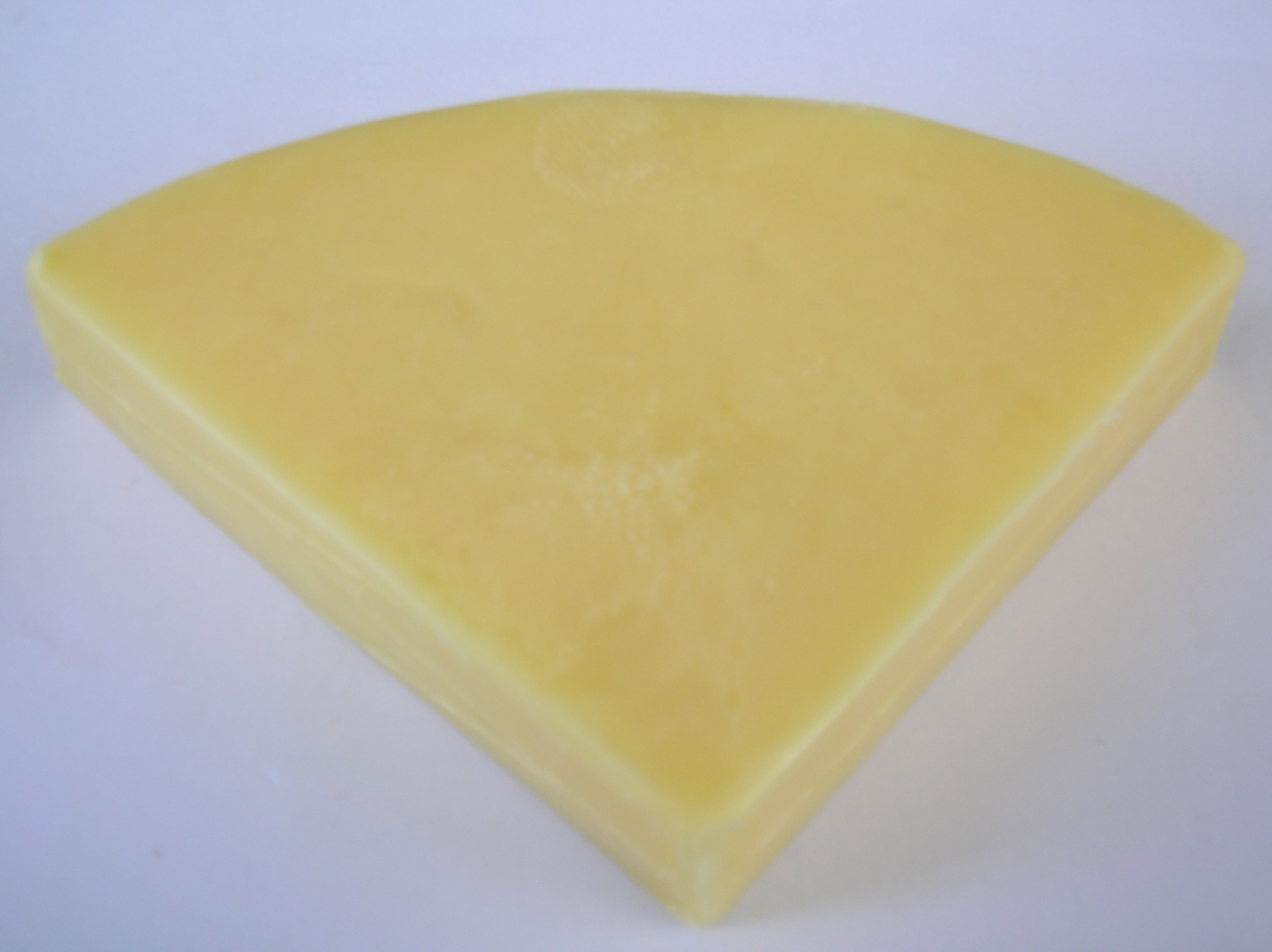
ダンロップチーズ

- ビショップ・ケネディ
- ボンチェスターチーズ（英語版）
- カボック（英語版）
- クラウディ（英語版）
- ダンロップチーズ（英語版） - イースト・エアシャー、ダンロップ（英語版）発祥[6]
- ラナーク・ブルー（英語版）
- ティヴィオッデイルチーズ（英語版）

### プディングとデザート
- バーント・クリーム
- Apple frushie
- ブレーベリーパイ
- カラギーンモス（英語版）
- クルーティーダンプリング（英語版）
- クラナカン
- Hatted kit
- マーマレードプディング
- Stapag
- トライフル

### ケーキ、パンおよび菓子

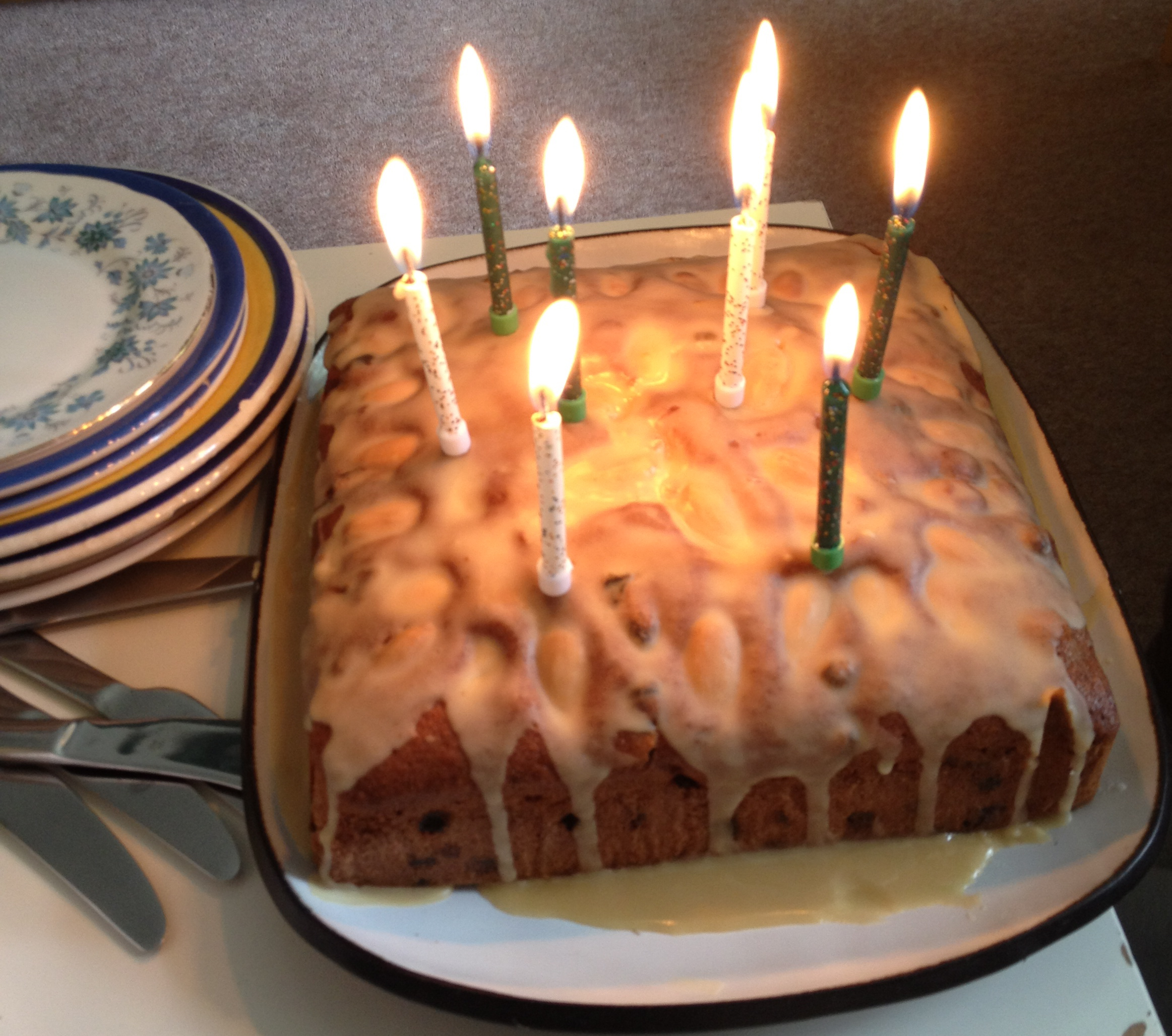
ダンディーケーキ

- アバネシー・ビスケット（英語版）
- バノック
- Berwick cockle
- ブラックバン
- バタリー（英語版）
- キャラメルショートブレッド（英語版）
- 揚げマーズバー
- ダンディーケーキ - 風味豊かなフルーツケーキ[7][8]
- エディンバラ・ロック（英語版）
- エンパイアビスケット（英語版）
- Fatty cutties（英語版）
- Festy cock
- フライズ・グレイブヤード（英語版）
- Granny sookers
- Hawick balls
- ジェドバラスネイルズ
- Lucky tattie
- モファット・トフィー（英語版）
- オートケーキ
- スコッチ・ミント（英語版）
- Pan loaf
- ペチコートテイル
- Strippit baws
- Plain loaf
- パフキャンディ
- スコーン
- クランペット
- セルカーク・バノック、イェットホルム・ノバックも含まれる
- ショートブレッド
- Soor ploom
- タブレット（英語版）
- タティスコーン（英語版）

### プレザーブおよびスプレッド
- ダンディー産マーマレード
- ローワン（英語版）ジャム
- ヘザーハニー

## 飲料

### アルコール飲料

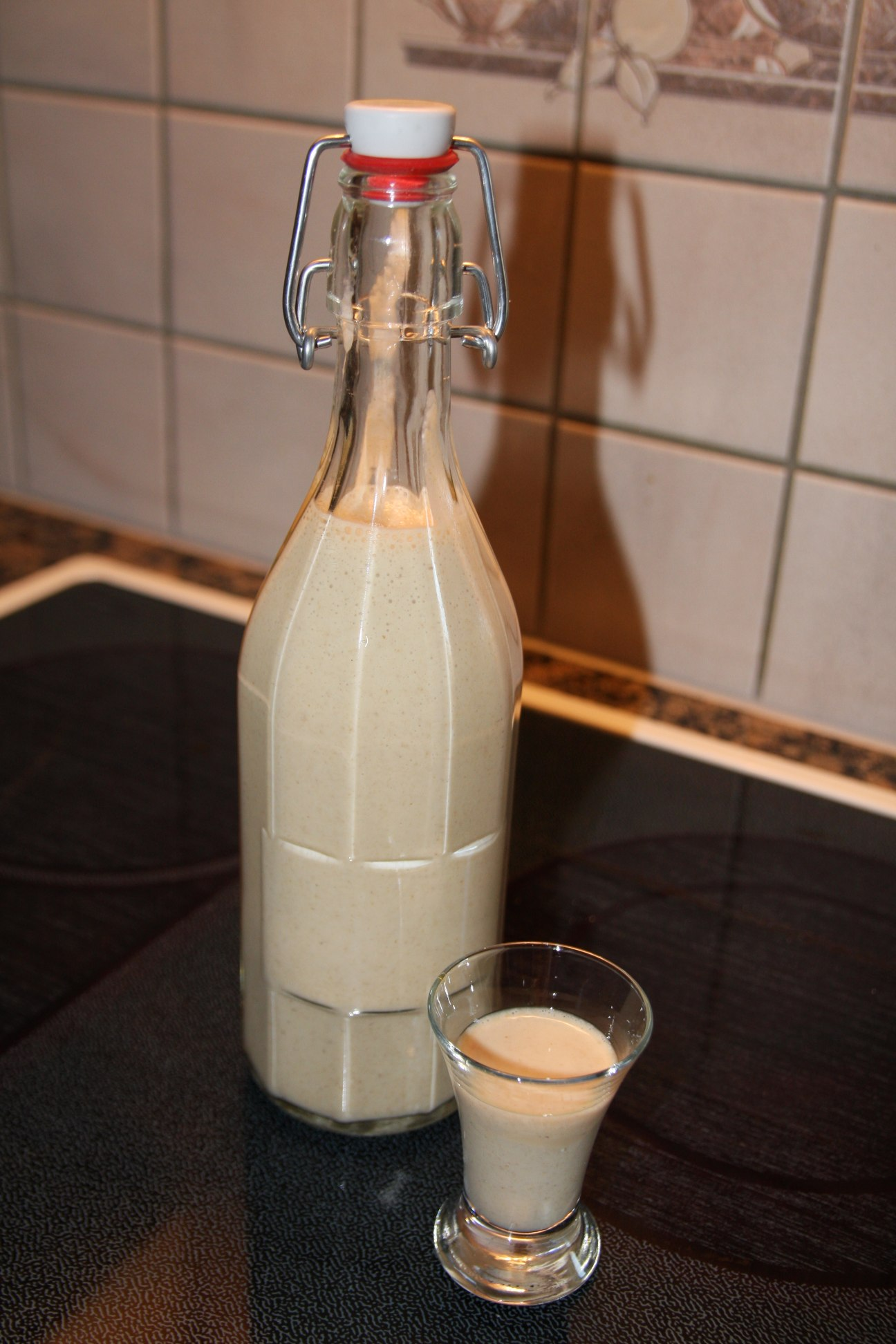
アソル・ブローズ

- 90シリングエール
- 80シリングエール
- 70シリングエール
- インディア・ペールエール
- アソル・ブローズ（英語版） - オートミールのブローズ（英語版）、蜂蜜、ウィスキー、および場合によりクリーム（特に祝祭のとき）を材料にして準備する
- ドランブイ
- ジンジャーワイン（英語版）
- スコッチエールおよびスコティッシュビール（英語版）
- スコッチ・ミスト - ウィスキーがベースのカクテル
- ウィスキー

### ノンアルコール飲料
- ブレックファスト・ティー
- アイアンブルー
- レッドコーラ（英語版）
- スガレリー（英語版）

## レストラン
近年ハギスパコラがインド料理レストランで人気である。

### ファストフード
スコットランドの冠疾患および食生活関連疾患に関する世評は、20世紀後半以降のファストフードの幅広い消費の結果である。フィッシュ・アンド・チップス店は今も非常に人気があり、実際にハギスのフライや揚げ物の夕食は依然として人気である。近年はこれらに小売店が販売するピザ、ケバブ、パコラおよび他の即席の食品が加わった。この種類の食品の顕著な例がマンチーボックスである。
ファストフードの小売り独立店に加えて、1960年代のウインピーなどのアメリカンスタイルのハンバーガー店およびレストランが始まり、1980年代にマクドナルド、バーガーキング、ピザハットおよびケンタッキーフライドチキンがスコットランドに出店した。

## 料理人
- アンドリュー・フェアリー（英語版）
- トム・キッチン（英語版）
- トム・ルイス（英語版）
- アンジェラ・マリク（英語版）
- アラン・マーチソン（英語版）
- ニック・ネアン（英語版）
- ゴードン・ラムゼイ
- トニー・シン（英語版）
- ウィリアム・カーリー（英語版）
- ジェームス・モートン（英語版）